# Jorge Carlos Díaz Cuervo
Jorge Carlos Díaz Cuervo. Licenciado en Economía por la Southwestern University en Georgetown, Texas, Estados Unidos. Maestro en Dirección Internacional por el Instituto Tecnológico Autónomo de México y en Dirección y Gestión de Sistemas de Seguridad Social por la Universidad de Alcalá, España. Doctor en Derecho por la Universidad Nacional Autónoma de México, Instituto de Investigaciones Jurídicas.
Su tesis doctoral "Las Drogas en el México del Siglo XXI: prohibición, resultados y alternativas", fue reconocida con el Premio Marcos Kaplan 2015 como la mejor tesis doctoral en derecho y ciencias sociales de la Universidad Nacional Autónoma de México. En abril de 2016 Editorial Planeta-Ariel publicó esta tesis, con actualizaciones, bajo el título "Drogas: caminos hacia la legalización". 
En el Gobierno de la República ocupó diversos cargos: Secretario Administrativo del Instituto Nacional de Antropología e Historia, Titular de la Unidad de Incorporación al Seguro Social en el Instituto Mexicano del Seguro Social, director general de desarrollo regional, de la Secretaría de Desarrollo Agrario, Territorial y Urbano (SEDATU), director general de vinculación con organizaciones de la sociedad civil, de la Secretaría de Relaciones Exteriores (SRE), Coordinador de Delegaciones de la Secretaría de Desarrollo Social (SEDESOL).
Su carrera política comenzó como Presidente del Partido Fuerza Ciudadana en el Distrito Federal, partido que desapareció en 2003. Regresó a la política como candidato y luego electo Diputado de la Asamblea Legislativa del Distrito Federal por el Partido Socialdemócrata donde coordinó la Coalición Parlamentaria Socialdemócrata. Siendo diputado local propuso diversas iniciativas como: Sociedades de Convivencia y despenalización del aborto. El 20 de septiembre de 2008 pidió licencia a su diputación para presidir el Partido Socialdemócrata.
Fue integrante del Directorio Técnico del Instituto de Planeación Democrática de la Ciudad de México. 
Fue Director de Kybernus A.C., programa de valor social del Centro Ricardo B. Salinas Pliego que detecta, forma e impulsa liderazgos jóvenes en México.
Es integrante del Board of Trustees de la Southwestern University y vicepresidente de Desarrollo Regional de la Asociación Mexicana de Urbanistas.
Actualmente es el rector de la Universidad de la Libertad, institución de educación superior especializada en innovación y desarrollo empresarial, fundada por Ricardo B. Salinas Pliego.